# Ioachim Totoian
Ioachim Totoian (n. 12 septembrie 1874, Micești – d. 30 martie 1919, Micești) a fost un deputat în Marea Adunare Națională de la Alba Iulia, organismul legislativ reprezentativ al „tuturor românilor din Transilvania, Banat și Țara Ungurească”, cel care a adoptat hotărârea privind Unirea Transilvaniei cu România, la 1 decembrie 1918.:p. 73

## Biografie
S-a născut în comuna Micești, județul Alba, la 12 Sept. 1874. A profesat ca preot în comuna natală. Meritele sale ca preot și român au fost unanim recunoscute în zonă. Pentru aceste merite deosebite a fost ales printre cei cinci reprezentanți titulari ai cercului electoral Ighiu la Marea Adunare Națională de la Alba Iulia. A încetat din viață, curând după "Marea Unire", în 30 martie 1919, în comuna Micești.:p. 366

## Activitatea politică

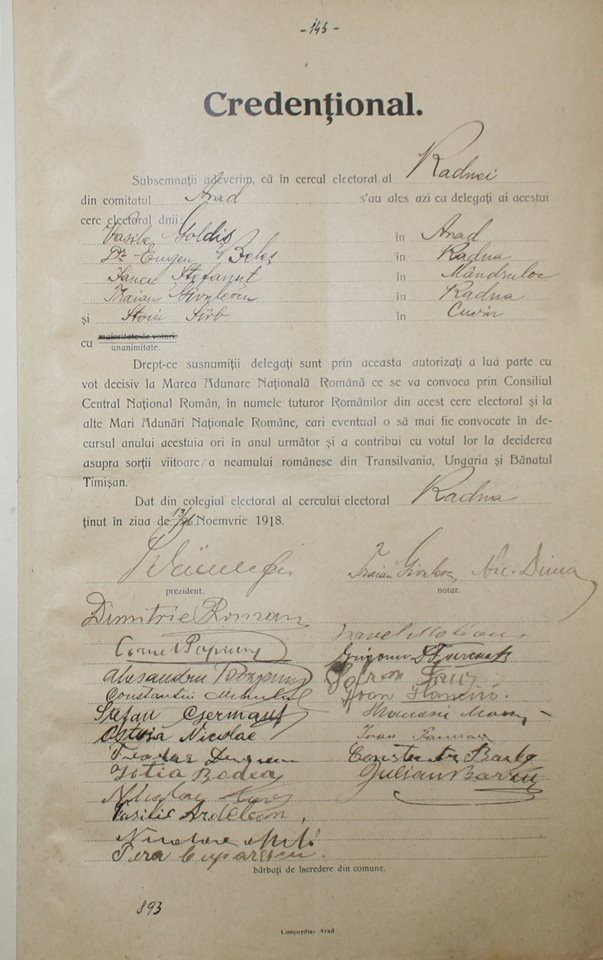
Credențional

Fiind ales ca deputat la Marea Adunare Națională de la Alba Iulia, a reprezentat ca delegat de drept cercul electoral Ighiu. :p. 73:p. 366